# 2-乙酰基-5-甲基呋喃
2-乙酰基-5-甲基呋喃（英語：2-Acetyl-5-methylfuran，也称作5-甲基-2-乙酰基呋喃）是一种有机化合物，化学式CH3C6H3(OH)2。它可由2-甲基呋喃和乙酸酐反应制得。它可以被硼氢化钠还原为1-(5-甲基呋喃-2-基)乙醇。